# لی تاماهوری
لی تاماهوری (به انگلیسی: Lee Tamahori) (زادهٔ ۱۷ ژوئن ۱۹۵۰ در ولینگتون، نیوزیلند) کارگردان نیوزیلندیِ سینما است. وی بیشتر به‌خاطر کارگردانی فیلم‌های روزی دیگر بمیر و لبه مشهور است.

## زندگی خصوصی
تاماهوری دو بار ازدواج کرده و دو پسر دارد که از هر ازدواج یک پسر دارد.
در ژانویه ۲۰۰۶، تاماهوری در بلوار سانتا مونیکا دستگیر شد، به گفته پلیس لس آنجلس، او در حالی که لباس زنانه به تن داشت وارد ماشین یک پلیس مخفی شد و در ازای دریافت پول پیشنهاد انجام یک عمل جنسی را داد. در فوریه ۲۰۰۶، او در دادگاه لس آنجلس به اتهام تجاوز جنایی در ازای انصراف دادستان از اتهامات فحشا و ولگردی اعتراض نکرد. او به مدت ۳۶ ماه مشروط و به انجام ۱۵ روز خدمات عام‌المنفعه محکوم شد.

## آثار کارگردانی
- تاندرباکس (۱۹۸۹)[۲]
- روزگاری که جنگجویان بودند (۱۹۹۴)
- آبشارهای مالهالند (۱۹۹۶)
- لبه تیغ (۱۹۹۷)
- همراه یک عنکبوت آمد (۲۰۰۱)
- روزی دیگر بمیر (۲۰۰۲)
- تریپل اکس: دولت متحد (۲۰۰۵)
- آینده (۲۰۰۷)
- بدل شیطان (۲۰۱۱)
- پدرسالار (۲۰۱۶)